# Back-to-back-Beschaffung
Bei einer Back-to-back-Beschaffung (englisch back to back ‚Rücken an Rücken‘) deckt sich der Lieferant exakt zum Zeitpunkt des Vertragsabschlusses mit den Liefermengen ein, die mit dem Kunden vereinbart sind. Back to Back wird zur Risikominimierung im Großhandelsbereich und im Energiesektor verwendet.
Dies hat den Vorteil, dass der Lieferant durch die sofortige Beschaffung das Marktpreisrisiko vermeidet. Risiken einer Preisänderung während der Bindefrist werden durch einen Preisaufschlag auf die Großhandelspreise berücksichtigt.